# Monstera buseyi
Monstera buseyi är en kallaväxtart som beskrevs av Thomas Bernard Croat och Michael Howard Grayum. Monstera buseyi ingår i släktet Monstera och familjen kallaväxter. Inga underarter finns listade.